# Grand Prix Formule 1 van Europa 2007
De Grand Prix Formule 1 van Europa 2007 werd gehouden op 22 juli op de Nürburgring in Nürburg.

## Verslag
De race ging van start onder een dreigende hemel,  maar tijdens de start was het nog droog.  Beide Ferrari's namen de leiding,  gevolgd door Fernando Alonso.  Iedereen was op slicks gestart, behalve debutant Markus Winkelhock in de Spyker die zijn banden wisselde na de opwarmronde en hierdoor vanuit de pits startte. Lewis Hamilton moest na de eerste ronde de pits in vanwege een lekke band.  De keuze van Spyker om Markus Winkelhock binnen te halen voor regenbanden was de juiste,  want nog voordat er een volle ronde was afgelegd begon het al te regenen. Vrijwel iedereen dook meteen weer de pits in voor regenbanden,  waardoor Markus Winkelhock aan de leiding kwam te liggen.
De bui pakte zo hevig uit dat binnen de kortste keren enorme plassen ontstonden bij de eerste bocht  en dit leidde tot een grote chaos waarbij onder meer  Jenson Button,  Lewis Hamilton,  Adrian Sutil, Scott Speed en Nico Rosberg in de eerste bocht in de grindbak terechtkwamen.  De safety-car kwam uit,  maar op het moment dat deze de baan op kwam spinde Vitantonio Liuzzi en hij miste de safety-car maar net,  om vlak voor een tractor die door de grindbak reed tot stilstand te komen.  Lewis Hamilton had zijn motor niet af laten slaan en werd vervolgens met hulp van een kraan weer op de baan gezet, zodat hij de race met een ronde achterstand kon hervatten.
Omdat de omstandigheden te slecht waren om nog te kunnen rijden werd de race stilgelegd  en weer herstart toen de regen was gestopt.
Winkelhock begon vanaf pole-position maar was kansloos tegen de snellere wagens en zijn enige race  eindigde na 13 ronden toen hij stilviel met hydraulische problemen.
Felipe Massa leidde de race, voor Fernando Alonso,  terwijl Mark Webber derde lag,  met Alexander Wurz vlak achter hem.  In ronde 52 begon het opnieuw te regenen, maar nu niet zo hard als tijdens de eerste start het geval was.  Fernando Alonso viel Felipe Massa aan en al wheelbangend gingen ze zij aan zij door bocht 5, met Alonso als winnaar van het duel.  Massa kon daarna geen vuist meer maken naar Alonso.  

## Uitslag
| Positie | Nummer | Rijder               | Team                 | Ronden | Tijd/Opgave | Startplaats | Punten |
| ------- | ------ | -------------------- | -------------------- | ------ | ----------- | ----------- | ------ |
| 1       | 1      | Fernando Alonso      | McLaren-Mercedes     | 60     | 2:06:26.358 | 2           | 10     |
| 2       | 5      | Felipe Massa         | Scuderia Ferrari     | 60     | +8.155      | 3           | 8      |
| 3       | 15     | Mark Webber          | Red Bull - Renault   | 60     | +1:05.674   | 6           | 6      |
| 4       | 17     | Alexander Wurz       | Williams - Toyota    | 60     | +1:05.937   | 12          | 5      |
| 5       | 14     | David Coulthard      | Red Bull - Renault   | 60     | +1:13.656   | 20          | 4      |
| 6       | 9      | Nick Heidfeld        | BMW Sauber           | 60     | +1:20.298   | 4           | 3      |
| 7       | 10     | Robert Kubica        | BMW Sauber           | 60     | +1:22.415   | 5           | 2      |
| 8       | 4      | Heikki Kovalainen    | Renault              | 59     | +1 Ronde    | 7           | 1      |
| 9       | 2      | Lewis Hamilton       | McLaren - Mercedes   | 59     | +1 Ronde    | 10          |        |
| 10      | 3      | Giancarlo Fisichella | Renault              | 59     | +1 Ronde    | 13          |        |
| 11      | 8      | Rubens Barrichello   | Honda                | 59     | +1 Ronde    | 14          |        |
| 12      | 23     | Anthony Davidson     | Super Aguri - Honda  | 59     | +1 Ronde    | 15          |        |
| 13      | 12     | Jarno Trulli         | Toyota               | 59     | +1 Ronde    | 8           |        |
| Ret     | 6      | Kimi Räikkönen       | Scuderia Ferrari     | 34     | Hydrauliek  | 1           |        |
| Ret     | 22     | Takuma Sato          | Super Aguri - Honda  | 19     | Hydrauliek  | 16          |        |
| Ret     | 11     | Ralf Schumacher      | Toyota               | 18     | Botsing     | 9           |        |
| Ret     | 21     | Markus Winkelhock    | Spyker - Ferrari     | 13     | Hydrauliek  | 22          |        |
| Ret     | 7      | Jenson Button        | Honda                | 2      | Gespind     | 17          |        |
| Ret     | 20     | Adrian Sutil         | Spyker - Ferrari     | 2      | Gespind     | 21          |        |
| Ret     | 16     | Nico Rosberg         | Williams - Toyota    | 2      | Gespind     | 11          |        |
| Ret     | 19     | Scott Speed          | Toro Rosso - Ferrari | 2      | Gespind     | 18          |        |
| Ret     | 18     | Vitantonio Liuzzi    | Toro Rosso - Ferrari | 2      | Gespind     | 19          |        |

## Wetenswaardigheden
- Laatste race: Markus Winkelhock, Scott Speed.
- Laatste punten: Alexander Wurz.
- Meeste pitstops: 75. Het vorige record stond op 69, bij de Grand Prix van Europa 1993.
- Rondeleiders: Kimi Räikkönen 1 (1), Markus Winkelhock 6 (2-7), Felipe Massa 47 (8-12; 14-55), David Coulthard 1 (13) en Fernando Alonso 5 (56-60).
- Het was de eerste keer dat een Spyker aan de leiding ging van een Formule 1-race. Markus Winkelhock leidde 6 ronden en stond bij de herstart op pole position. Dit was de eerste keer dat dit gebeurde. Hij is hiermee ook de enige coureur die elke race die hij startte leidde (het was zijn enige race), maar niet wist te finishen.
- Het was de eerste keer dat Lewis Hamilton geen podium of punten scoorde. In de vorige race evenaarde hij het meeste aantal podia ooit voor een Britse coureur, gezet door Jim Clark.
- Het was de eerste overwinning voor McLaren op de Nürburgring sinds 1998 waar Mika Häkkinen Michael Schumacher thuis versloeg. Het was ook de eerste keer sinds 1997 dat McLaren de Grand Prix van Europa won, ook met Hakkinen.
- Fernando Alonso's overwinning kwam op de 80ste verjaardag van de eerste Grand Prix verreden op de Nürburgring, die werd gewonnen door Rudolf Caracciola in een Mercedes. Alonso werd hiermee de tweede persoon, na Kimi Räikkönen, die 3 races won in 2007. Bij zijn andere overwinningen in Maleisië en Monaco werd teamgenoot Lewis Hamilton tweede.
- Alonso en Massa hadden in het Italiaans een discussie voor de podiumceremonie, over hun botsing in het laatste deel van de race, die live op TV was te zien.
- Michael Schumacher overhandigde de constructeursbeker aan Ron Dennis.
- Het was de eerste keer in 2007 dat een van beide McLarens geen punten scoorde.

## Standen na de Grand Prix

### Coureurs
| Positie | Nummer | Rijder          | Team             | Punten |
| ------- | ------ | --------------- | ---------------- | ------ |
| 1       | 2      | Lewis Hamilton  | McLaren          | 70     |
| 2       | 1      | Fernando Alonso | McLaren          | 68     |
| 3       | 5      | Felipe Massa    | Scuderia Ferrari | 59     |
| 4       | 6      | Kimi Räikkönen  | Scuderia Ferrari | 52     |
| 5       | 9      | Nick Heidfeld   | BMW Sauber       | 36     |

### Constructeurs
| Positie | Nummers | Team             | Rijders                                | Punten |
| ------- | ------- | ---------------- | -------------------------------------- | ------ |
| 1       | 1 2     | McLaren          | Fernando Alonso Lewis Hamilton         | 138    |
| 2       | 5 6     | Scuderia Ferrari | Kimi Räikkönen Felipe Massa            | 111    |
| 3       | 9 10    | BMW Sauber       | Nick Heidfeld Robert Kubica            | 61     |
| 4       | 3 4     | Renault          | Giancarlo Fisichella Heikki Kovalainen | 32     |
| 5       | 16 17   | Williams         | Nico Rosberg Alexander Wurz            | 18     |

## Statistieken
| Snelste ronde | Felipe Massa | Scuderia Ferrari | 1:32.853 |

## Noot
- Dit was het debuut van de Duitse coureur Markus Winkelhock.
- Vierhonderdste Grand Prix-start voor een Australische coureur.
- Eerste ronden als raceleider voor Markus Winkelhock.

Als eretitel: 1923 (Italië) · 1924 (Frankrijk) · 1925 (België) · 1926 (San Sebastián) · 1927 (Italië) · 1928 (Italië) · 1930 (België) · 1947 (België) · 1948 (Zwitserland) · 1949 (Italië) · 1950 (Groot-Brittannië) · 1951 (Frankrijk) · 1952 (België) · 1954 (Duitsland) · 1955 (Monaco) · 1956 (Italië) · 1957 (Groot-Brittannië) · 1958 (België) · 1959 (Frankrijk) · 1960 (Italië) · 1961 (Duitsland) · 1962 (Nederland) · 1963 (Monaco) · 1964 (Groot-Brittannië) · 1965 (België) · 1966 (Frankrijk) · 1967 (Italië) · 1968 (Duitsland) · 1972 (Groot-Brittannië) · 1973 (België) · 1974 (Duitsland) · 1975 (Oostenrijk) · 1976 (Nederland) · 1977 (Groot-Brittannië)
Als alleenstaande race: 1983 · 1984 · 1985 · 1993 · 1994 · 1995 · 1996 · 1997 · 1999 · 2000 · 2001 · 2002 · 2003 · 2004 · 2005 · 2006 · 2007 · 2008 · 2009 · 2010 · 2011 · 2012 · 2016